# Филип Солерс
Филип Солерс (на френски: Philippe Sollers) е френски писател и есеист, роден в Бордо..

## Биография и творчество
През 60-те години на ХХ в. е ключова фигура в парижкия литературен авнагард, организиран около изданието Тел Кел (Tel Quel), в което взимат участие Ролан Барт, Мишел Фуко, Жак Дерида, Умберто Еко, Марслен Плене, Юлия Кръстева и др. В края на следващото десетилетие обаче приветства появата на новите философи, оттегля се от „Тел Кел“ и през 1982, започва издаването на „L'Infini“ (Безкрай).

Първият му роман, Странна самота (1958), получава хвалебствени слова от Франсоа Мориак и Луи Арагон.
Автор е на над осемдесет книги, романа и есета, сред които „Драма“, „Числености“, „Закони“, „Рай“, „Жени“, „Портрет на играч“, „Абсолютно сърце“, „Празникът във Венеция“, „Тайната“, „Студио“, „Теория на изключенията“, „Войната на вкуса“, „Страст фикс“, „Възхвала на безкрая“, „Любовен речник на Венеция“, „Покер“, „Звездата на влюбените“, „Съвършен дискурс“, „Пътешественици във времето“, „Съкровище от любов“, „Фуги“, „Красота“, „Новото“, „Легенда“.
В края на 60-те години той проявява изключителен интерес към Китай, учи езика и дори  включва китайски идеограми в някои от творбите си, като романа „Числености“. Заеманите от него позиции и изявления по повод маоизма и културната революция стават повод заедно със съмишеници (Ю. Кръстева, Р. Барт, Ф. Вал) да бъде поканен на триседмично посещение в страната през 1974 г. Скоро след това ентусизамът му охладнява и много по-късно той го признава като младежка грешка.
В „Рай“ (1981, и втори том в 1986 г.), едно от големите произведения на литературата на ХХ век, Солерс създава нова форма на роман, където текстът спира да следва логиката на пунктуацията, разгръща дълъг свитък на едно писане без препинателни знаци, и поема към ред на музикални последователности и словесен ритъм на полифонична музика, водещи до символично и окончателно освобождаване от границите на субекта, предлагащ визия за нашето бъдеще, която е едновременно поетична и пророческа с изключителна сила. „Солерс ни кара да мислим за литературата в есхатологичен план.“ - пише Ролан Барт за „Рай“.
През 1983 г. публикува романа „Жени“, който анализира политическите и художествени превратности в историята на XX век, чрез приключенията на американски журналист. Властта и сексуалността са изследвани и експонирани с тезата на автора: „Светът принадлежи на жените. Тоест на смъртта. По този въпрос всички лъжат.“ Романът се превръща бързо в бестселър и преведен на много езици.
През 2006 г. голям успех е публикацията на Божествен живот (на френски: Une vie divine), философски роман, в който Солерс разкрива, отвъд доброто и злото, актуалното и глобалното на философията на Ницше срещу планетарния нихилизъм на двадесет и първия век.
Автор е и на биографични есета като „Мистерията Моцарт“ (2001), „Сад във Времето“ (1996), „Казанова възхитителният“ (1998), „Виван Денон кавалеристът от Лувъра“ (1995).Те съставляват, ако използваме едно от заглавията му, една "Теория на изключенията" (1985), в която, въпреки разнообразието на предизвиканите творби, се разгръща една много последователна и съгласувана мисъл за изкуството и литературата, която дава материал за няколко сборника показващи, че тези критическо-философски изследвания заемат централно място в творчеството му - „Войната на вкуса“ (1994), „Възхвала на безкрая“ (2001), „Съвършен дискурс“ (2010), „Фуги“ (2012) и „Заговори“(2016) - но също и в многобройни монографии, посветени на художници като Вато и Фрагонар, Сезан и Пикасо, де Кунинг и Франсис Бейкън.
През 2007 г. публикува Истински роман, мемоари.
През 2016 г. Солерс публикува романа Движение, в който за епиграф използва цитат от Хегел: „Истината е движението на себе си в самата себе си.“ В същността на този роман е философията и биографията на Хегел като своеобразен опит за преосмисляне на времето и историята.
Романът Желание е публикуван в 2020 г. в който Солерс се потапя във Френската революция по стъпките на Неизвестния философ, герой от XVIII век, чрез който набляга на един ключов според него момент: Френската революция е единствената духовна революция, и следователно е вечна. Само тя "прекъсва" времето. Неразделението между философия и фикция е характерно за романа на Солерс, който "фикционализира" реалността чрез работата си върху езика, за да се посвети безусловно на разказа, а оттам и на словото.
Последнят му роман е озаглавен Граал (2022). Той напомня за изчезналата Атлантида, от която остров Ре е последната следа. Там все още блести, може би с последните си светлини, онази светлина, за която говори Рембо; вечността, морето, смесено със слънцето, онази истина, за която само литературата, и това, което е останало като следи от нея, може все още да свидетелства.
Ролан Барт в книгата си „Писателят Солерс“(1979) изследва неговия стил, език и философия.
Умира на 5 май 2023 г. в Париж, на 86-годишна възраст.

### Романи
- Une curieuse solitude, Le Seuil, 1958
- Le Parc, Le Seuil, 1961, prix Médicis
- Drame, Le Seuil, 1965
- Nombres, Le Seuil, 1966
- Lois, Le Seuil, 1972
- H, Le Seuil, 1973
- Paradis, Le Seuil, 1981
- Femmes, Gallimard, 1983
- Portrait du joueur, Gallimard, 1984
- Paradis 2, Gallimard, 1986
- Le Cœur absolu, Gallimard, 1987
- Les Folies françaises, Gallimard, 1988
- Le Lys d’or, Gallimard, 1989
- La Fête à Venise, Gallimard, 1991
- Le Secret, Gallimard, 1993
- Studio, Gallimard, 1997
- Passion fixe, Gallimard, 2000
- Un amour américain, Mille et une nuits, 2001
- L’Étoile des amants, Gallimard, 2002
- Une vie divine, Gallimard, 2005
- Un vrai roman. Mémoires, Plon, 2007
- Les Voyageurs du temps, Gallimard, 2009
- Trésor d'amour, Gallimard, 2011
- L'Éclaircie, Gallimard, 2012
- Médium, Gallimard, 2013
- L’École du mystère, Gallimard, 2015
- Mouvement, Gallimard, 2016
- Beauté, Gallimard, 2017
- Centre, Gallimard, 2018
- Le Nouveau, Gallimard, 2019
- Désir, Gallimard, 2020
- Légende, Gallimard, 2021
- Graal, Gallimard, 2022

### Есеистика
- Francis Ponge (présentation et anthologie), Seghers, 1963
- L’intermédiaire, Le Seuil, 1963
- Logiques, Le Seuil, 1968
- L’écriture et l'expérience des limites, Le Seuil, 1968
- Sur le matérialisme, Le Seuil, 1974
- Théorie des exceptions, Folio, 1985
- Improvisations, Gallimard, 1991
- Sade contre l'Être suprême, précédé de Sade dans le temps, Gallimard, 1996
- La Littérature contre Jean-Marie Le Pen. À propos du roman de Mathieu Lindon: „Le Procès de Jean-Marie Le Pen“, P.O.L, 1998
- L’Année du tigre, journal de l'année 1998, Le Seuil, 1999
- Illuminations à travers les textes sacrés, Robert Laffont, 2003
- Dictionnaire amoureux de Venise, Plon, coll. „Dictionnaire amoureux“, 2004
- Le Saint-Âne, Verdier, 2004
- Logique de la fiction, Cécile Defaut, 2006
- Fleurs, Hermann, 2006
- Guerres secrètes, Carnets nord, 2007
- Grand Beau Temps (aphorismes et pensées choisies), Le Cherche midi, 2009
- Vers le Paradis (книга-DVD с филмът "Към Рая" на Георги К. Гълъбов и Софи Чан [3]), Desclée de Brouwer, 2010
- Portraits de femmes, Flammarion, 2013
- Littérature et Politique, Flammarion, 2014
- L’Amitié de Roland Barthes, Le Seuil, 2015
- Contre-attaque, Grasset, 2016
- Complots, Gallimard, 2016

### Сборници с публицистика
- La Guerre du goût, Gallimard, 1994
- Éloge de l'Infini, Gallimard, 2001
  - Liberté du XVIIIe, Gallimard, 2002
- Discours parfait, Gallimard, 2010
- Fugues, Gallimard, 2012
- Complots, Gallimard, 2016

### Монографии
- Alain Kirili, galerie Adrien Maeght, 1984
- Louis Cane, catalogue raisonné sculptures, Galerie Beaubourg, 1986
- Les Surprises de Fragonard, Gallimard, 1987
- Rodin: dessins érotiques, avec Alain Kirili, Gallimard, 1987
- De Kooning vite, La différence, 1988
- Watteau et les femmes, Flammarion, 1992
- Le Paradis de Cézanne, Gallimard, 1995
- Picasso, le héros, Le cercle d'art, 1996
- Les Passions de Francis Bacon, Gallimard, 1996
- Willy Ronis, Nues, Terre bleue, 2008

### Биографии
- Le Cavalier du Louvre (Vivant Denon), Plon, 1995
- Casanova l'admirable, Plon, 1998
- Mystérieux Mozart, Plon, 2001
Мистерията Моцарт. Превод от френски Нина Венова. София: Рива, 2003, 216 с.

### Интервюта
- Entretiens avec Francis Ponge, Seuil-Gallimard, 1963
- Délivrance, avec Maurice Clavel, Seuil, 1976
- Au-delà du dialogue avec Edgar Faure, Balland, 1977
- „Conversation à Notre-Dame“, avec Frédéric Berthet, Communications, n° 30, 1979
- Vision à New York, avec David Hayman, Grasset, 1981
- Le Rire de Rome, Gallimard, 1992
- La Divine Comédie, avec Benoit Chantre, Desclée de Brouwer, 2000
- Voir écrire, avec Christian de Portzamparc, Calmann-Levy, 2003
- Poker avec Ligne de risque, Gallimard, coll. „L'infini“, 2005
- L'Évangile de Nietzsche, Le cherche midi, 2006